# Psilochalcis immaculata
Psilochalcis immaculata is een vliesvleugelig insect uit de familie bronswespen (Chalcididae). De wetenschappelijke naam is voor het eerst geldig gepubliceerd in 1792 door Rossi.